# 亞洲太空競賽
亞洲太空競賽係指數個亞洲國家設有航天機構，並於太空相關科學、科技任務相互競爭，媒體則將之與過去美國及蘇聯間的太空競賽相類比。如同過去的太空競賽，各國將國家安全擴展至太空領域，相繼發射人造衛星、載人太空任務以及更深度太空的探索。亞洲主要發展太空國家仍持續追求超越他國的太空實力。
当前，亚洲国家中以中国、日本和印度的太空技術发展水準最具實力，三国皆拥有从地球低中高轨道到地外探测器的发射能力。

## 概述
亞洲國家隨著經濟成長，欲增加各自的區域影響力，而彼此間的競爭不限於經濟領域，更擴及科技、軍事各領域的對抗。更因中華人民共和國、日本、印度等國間歷史上對立的因素，而將太空視為競爭的場域，而與歐洲以整合、合作的方式相當不同，各自發展其太空計劃。有認為，亞洲太空大國間的競爭將帶動太空探索的熱潮。

### 中華人民共和國
中华人民共和国于1970年用长征系列运载火箭的首个型号长征一号成功发射东方红一号卫星，进入航天国家行列。至2021年，中国已发展出多个不同型号的火箭，并拥有亚洲运载能力最强的长征五号系列火箭。
截至2021年，中国是亚洲唯一拥有独立载人航天能力的国家。中国的首次载人航天发射为2003年的神舟五号，并在随后完成了太空行走和太空对接等活动。中国于2010年开始实施空间站计划，以2011年天宫一号的发射揭开序幕，进行了多次相关的发射和技术验证，并在2021年成功发射天和核心舱开始空间站的正式建造。
深空探测方面，中国在月球和火星探测活动中皆处在亚洲领先位置。中国自2004年立项以来进行的嫦娥工程先后实现了嫦娥一号（2007）、嫦娥二号（2010）绕月卫星，嫦娥三号（2013）登月探測器及玉兔号月球车巡视（亚洲首次月面软着陆与巡视），嫦娥四号（2019）（人类首次月球背面软着陆与巡视），以及嫦娥五号（2020）的亚洲首次月球表面采样返回。中国于2011年借助俄罗斯火箭发射首个火星探测器萤火一号，但以发射失败收场 。2020年7月独立发射的天问一号于2021年2月成功进入火星轨道，其携带的祝融号火星探测车于同年5月成功软着陆于火星表面，是亚洲国家首次实现火星表面软着陆与巡视。
中華人民共和國與俄羅斯、欧洲空间局、巴西有所合作，並進行商業衛星發射。另有認為中華人民共和國的太空計劃與其先進軍事科技發展相連結。不过事实上，每个国家的太空计划都与军事科技发展紧密连结。
除国家航天之外，中国也有民营商业航天企业进行航天相关活动。民营公司星际荣耀于2019年以双曲线一号运载火箭成功进行了亚洲首次民营航天发射卫星入轨。而蓝箭航天的朱雀二号成为全球首枚实现入轨的液氧甲烷动力运载火箭。

### 印度
印度於1960年到初期開始發展太空科學，於喀拉拉邦進行小型火箭發射。维克拉姆・萨拉巴伊時期則以遙測、通訊衛星等實際應用為主。於2003年中國完成載人航天任務幾日後，時任印度總理的阿塔尔·比哈里·瓦杰帕伊力促該國科學家將人類送上月球。印度於2008年10月成功完成月球环绕探测任务，2019年进行尝试月球软着陆任务月船二号但遭受失败。印度於2013年11月5日發射火星軌道探測器，並於2014年9月24日成功進入火星軌道，為第一個首次火星探測即成功的國家，並且僅花費7,400萬美元為最省錢的火星任務。

### 日本
日本自1999年起與美國合作飛彈防禦，日本致力於軍用、民用太空科技、發展飛彈防禦系統、新一代軍事間諜衛星並計劃月球有人基地。日本尚未發展載人航天，亦無進行載人航天的計劃。日本已完成或計劃進行月球、火星、金星、小行星的科學探測任務，其中隼鸟号于2010年完成了人类首次小行星采样返回任务。

## 各項任務首次進行時間
| – 自主載人任務 |  | – 載人任務 |  | – 月球或太陽系探測 |  | – 其他任務 |

| 日期           | 國家           | 名稱                                                                              | 亞洲首次任務                               | 相關世界紀錄                                              |
| -------------- | -------------- | --------------------------------------------------------------------------------- | ------------------------------------------ | --------------------------------------------------------- |
| 1957年10月4日  | 苏联 · （今 ） | 拜科努尔航天发射场                                                                | 人造衛星 發射場                            | 世界首枚衛星史普尼克1號發射                               |
| 1970年2月11日  | 日本           | 大隅號                                                                            | 人造衛星                                   | 最小運載火箭（L-4S：重9.4噸，長1.4公尺）                  |
| 1975年2月24日  | 日本           | 太陽號                                                                            |                                            |                                                           |
| 1975年10月26日 | 中国           | 返回式-0                                                                          | 衛星可控再入                               |                                                           |
| 1975年10月26日 | 中国           | 返回式-0: – 10公尺 (1975年) 返回式-1B: – 4公尺(1992年) 北斗： – 0.5公尺(至2007年) | 高解析度卫星影像                           |                                                           |
| 1976年7月8日   | 印度尼西亞     | Palapa A1                                                                         | 地球同步卫星 （美國航太總署發射）          |                                                           |
| 1977年2月23日  | 日本           | N-I                                                                               | 地球同步衛星自主發射                       |                                                           |
| 1979年2月21日  | 日本           | 白鳥號                                                                            | 空间望远镜                                 |                                                           |
| 1980年7月23日  | 越南           | 范遵                                                                              | 亞洲首位太空人 （联盟37號）                |                                                           |
| 1981年9月20日  | 中国           | 风暴一号                                                                          | 一箭多星發射                               |                                                           |
| 1985年1月8日   | 日本           | 先驅號                                                                            | 脫離地球軌道                               | 首次以固態火箭發射星際間任務 （M-3SII）                   |
| 1990年3月19日  | 日本           | 飛天號                                                                            | 飛抵月球軌道 （推測）                      |                                                           |
| 1990年4月7日   | 中国           | 長征三號                                                                          | 商業發射（亞洲1號通信衛星）                |                                                           |
| 1993年4月10日  | 日本           | 飛天號                                                                            | 調控月球撞擊                               | 首次太空剎車測試                                          |
| 1994年7月8日   | 日本           | 向井千秋                                                                          | 亞洲首位女性太空人（STS-65）               |                                                           |
| 1997年11月19日 | 日本           | 土井隆雄                                                                          | 太空漫步 （STS-87）                        |                                                           |
| 1997年11月28日 | 日本           | ETS-VII                                                                           | 太空會合                                   |                                                           |
| 1998年7月3日   | 日本           | 希望號                                                                            | 火星探测 （失敗）                          |                                                           |
| 2000年10月30日 | 中国           | 北斗                                                                              | 卫星导航系统                               |                                                           |
| 2002年9月10日  | 日本           | Kodama                                                                            | 資訊中繼衛星 （與ESA合作）                 |                                                           |
| 2003年10月15日 | 中国           | 神舟五號（杨利伟）                                                                | 载人航天                                   | 亞洲首次載人發射任務                                      |
| 2005年11月19日 | 日本           | 隼鸟号                                                                            | 軟著陸於地球以外天體                       | 首次小行星探測                                            |
| 2007年1月11日  | 中国           | 风云一号丙                                                                        | 反卫星导弹试验                             | 為反衛星史上最高的865公里軌道，時速18,000英里也是史上最快 |
| 2008年2月23日  | 日本           | 絆                                                                                | 網際網路衛星                               | 最快速的網際網路衛星                                      |
| 2008年3月1日   | 日本           | 希望號實驗艙                                                                      | 太空有人設施 （STS-123，STS-124，STS-127） | 世界最大太空加壓艙組                                      |
| 2008年4月25日  | 中国           | 天鏈一號                                                                          | 自主資訊中繼衛星                           | 首個支持載人任務的中繼衛星                                |
| 2008年9月27日  | 中国           | 翟志剛 （神舟七号）                                                               | 自主舱外活动                               |                                                           |
| 2008年9月27日  | 中国           | 伴星一號                                                                          | 伴飛小衛星                                 |                                                           |
| 2008年11月14日 | 印度           | 月球撞擊探測器                                                                    | 月球撞擊探測                               | 撞擊前發現月球存在水                                      |
| 2009年1月23日  | 日本           | GOSAT                                                                             | 温室气体探測                               |                                                           |
| 2010年5月20日  | 日本           | 破曉號                                                                            | 首個金星任務                               |                                                           |
| 2010年5月21日  | 日本           | IKAROS                                                                            | 太阳帆                                     | 首次星際間太陽帆任務                                      |
| 2011年9月29日  | 中国           | 天宫一号                                                                          | 首個自主空间站                             |                                                           |
| 2012年6月18日  | 中国           | 神舟九号                                                                          | 首次載人飛船對接 （與天宫一号）            |                                                           |
| 2013年12月14日 | 中国           | 嫦娥三号/玉兔                                                                     | 首次月球软着陆及月球車任務                 |                                                           |
| 2014年9月24日  | 印度           | 火星軌道探測器                                                                    | 首次成功探測火星                           | 首次嘗試火星探測即成功，火星探測成功僅次於蘇聯及美國      |
| 2015年12月7日  | 日本           | 破曉號                                                                            | 首枚衛星進入金星軌道                       |                                                           |
| 2019年1月3日   | 中国           | 嫦娥四号/玉兔二号                                                                 | 世界首次月球背面软着陆与首个月球背面巡视器 | 世界首次月球背面软着陆与首个月球背面巡视器                |
| 2020年5月5日   | 中国           | 长征五号B                                                                         | 首次发射20吨以上载荷至近地轨道             |                                                           |
| 2020年11月23日 | 中国           | 嫦娥五号                                                                          | 首次月面采样返回任务                       | 世界首次航天器地外无人对接                                |
| 2021年4月29日  | 中国           | 天宫空间站                                                                        | 首个长期空间站                             |                                                           |
| 2021年5月15日  | 中国           | 天问一号/祝融号                                                                   | 首次火星软着陆及巡视任务                   | 世界首个在一次尝试中完成环绕、着陆和巡视的火星任务。      |
| 2021年11月7日  | 中国           | 王亚平                                                                            | 首名进行太空行走的女航天员（神舟十三号）   |                                                           |

### 亞洲歷年最大火箭
| 首次成功發射   | LEO                                       | GTO / GEO                                             | 備註                         |
| -------------- | ----------------------------------------- | ----------------------------------------------------- | ---------------------------- |
| 1970年2月11日  | L-4S (26 kg)                              |                                                       | 首次發射為1966年（失敗4次）  |
| 1970年4月24日  | 長征一號 （0.3 t）                        | 1969年首次發射失敗                                    |                              |
| 1975年7月26日  | 风暴一号 （2.5 t）                        | 1972年進行亞軌道飛行 1974年長征二號甲 （LEO 2t） 失敗 |                              |
| 1975年9月9日   | 风暴一号 （2.5 t）                        | N-I運載火箭 （GEO 0.13 t）                            | N-I運載火箭LEO 1.2t          |
| 1981年2月11日  | 风暴一号 （2.5 t）                        | N-II運載火箭 （GTO 0.54 t）                           | N-II運載火箭LEO 2 t          |
| 1984年4月8日   | 長征三號 （LEO 5 t / GTO 1.5 t）          | 長征三號 （LEO 5 t / GTO 1.5 t）                      | 長征三號1月29日首次發射失敗  |
| 1990年7月16日  | 長征二號捆 （LEO 9.2 t / GTO 3.5 t）      | 長征二號捆 （LEO 9.2 t / GTO 3.5 t）                  |                              |
| 1994年2月4日   | H-II运载火箭 （LEO 10 t / GTO 3.9 t）     | H-II运载火箭 （LEO 10 t / GTO 3.9 t）                 |                              |
| 1997年8月20日  | 長征三號乙 （LEO 11.2 t / GTO 5.1 t）     | 長征三號乙 （LEO 11.2 t / GTO 5.1 t）                 | 長征三號乙1996年首次發射失敗 |
| 2006年12月18日 | H-IIA运载火箭204 （LEO 15 t / GTO 5.8 t） | H-IIA运载火箭204 （LEO 15 t / GTO 5.8 t）             |                              |
| 2009年9月10日  | H-IIB運載火箭 （LEO 19 t / GTO 8 t）      | H-IIB運載火箭 （LEO 19 t / GTO 8 t）                  |                              |
| 2016年11月3日  | 长征五号 （LEO 25 t / GTO 14 t）          | 长征五号 （LEO 25 t / GTO 14 t）                      |                              |

## 重要比較項目
各國數據原則上依據時間先後排列，除非有特別標記。
首次獨立運載火箭發射（火箭/衛星）
- 日本 - 1970 - Lambda-4S/大隅號
- 中国 - 1970 - 長征一號/东方红一号
- 印度 - 1980 - SLV/Rohini D1
- 以色列 - 1988 - 沙維特系列運載火箭/Ofeq 1
- 伊朗 - 2009 - 信使運載火箭/希望号卫星
- - 2012 - 银河系列运载火箭/光明星3号
- - 2022 - 世界号运载火箭

衛星數量（使用中/總計，2023年2月亞洲前6名）
- 中国 - 669/869
- 日本 - 116/295
- 印度 - 75/129
- - 25/38
- 沙烏地阿拉伯 - 14/16
- 印度尼西亞 - 8/20

首個自主近地轨道载人航天
- 中国 – 2003 – 神舟五号
- 印度 - 2023 – 加冈扬号载人飞船[31] （計劃中）

自主载人航天（太空人人數/人次）
- 中国 – 18/29[32]

首次舱外活动
- 中国 – 2008 – 神舟七号

首次無人/有人太空會合
- 中国 – 2011/2012 - 神舟八号 & 天宫一号/神舟九号 & 天宫一号

單次發射衛星數量（數量排序）
- 印度 – 104枚卫星(PSLV C37 2017年2月)[33]
- 中国 – 41枚衛星 （长征二号丁运载火箭，2023年6月）[34]
- 日本 – 8枚衛星 （H-IIA运载火箭 F15，2009年）[35]

航天飞机首飛
包括梭形高超音速太空返回系統
- 日本 – 1996[36] – HYFLEXHOPE-X計劃（取消）
- 中国 – 2007 – 神龙
- 印度 – ~2020 – 阿凡達太空梭 （取消，經ISRO批准）

首個空间站
- 中国 - 2011 - 天宫一号

首个长期空间站
- 中国 - 2021 - 天宫空间站

首次月球環繞任務
- 日本 – 1990 – 飛天號; 2007 - 月亮女神
- 中国 – 2007 – 嫦娥一号; 2010 - 嫦娥二号; 2014 - 再入返回飞行试验器
- 印度 – 2008 – 月船1号
- -  2022 -  赏月号

首次月球硬着陆
- 日本 – 1993 – 飛天號 （任務结束时受控撞月）
- 印度 – 2008 – MIP （月球撞擊器）
- 中国 – 2009 – 嫦娥一号 （任務结束时受控撞月）

首次月球軟著陸/月球車
- 中国 – 2013 – 嫦娥三号/玉兔; 2019 - 嫦娥四号（人类首次月球背面软着陆）
- 印度 – 2023 – 月船三号; 2019 – 月船二号 （失敗）
- 以色列 – 2019 – 创世纪号 （失敗）

首次月球采样返回
- 中国 – 2020 – 嫦娥五号

首次火星探測
- 印度 – 2014 – 火星軌道探測器[37]
- 阿联酋 -  2021 - 希望号
- 中国 – 2021 - 天问一号 ; 2011 – 萤火一号[38] （失敗）
- 日本 – 1998 – 希望號 （失敗）

首次火星软着陆
- 中国 – 2021 – 天问一号/祝融号

首次金星探測
- 日本 - 2010 - 破曉號

小行星探測
- 日本 - 2003 - 樣本採取 - 隼鸟号; 2014 - 樣本採取  - 隼鸟2号 ; 2014 - 飛越 - PROCYON （失敗）
- 中国 - 2012 - 飛越 - 嫦娥二号

最大運載火箭 （使用中，依據酬載量排序）
- 中国 – 长征五号系列火箭 – LEO 25t / GTO 14t （2016至今）
- 日本 – H-IIA运载火箭 – LEO 15t / GTO 6t （2006至今）
- 印度 – GSLV MK Ⅲ – LEO 10t / GTO 4t  （2017至今）
- - 世界号运载火箭 - LEO 2.6t （2022至今）
- 伊朗 – Safir-1B – LEO 50 kg （2008至今）

最大火箭酬載量 （使用中，LEO酬載量排序）
- 中国 - 长征五号系列火箭 - 25,000 kg
- 日本 - H-IIA运载火箭 - 15,000 kg
- 印度 - GSLV MK Ⅲ - 10,000 kg
- - 世界号运载火箭 - 2,600 kg
- 伊朗 - Safir-1B - 50 kg

最大火箭酬載量 （使用中，GTO酬載量排序）
- 中国 - 长征五号系列火箭 - 14,000 kg
- 日本 - H-IIA运载火箭 - 6,000 kg
- 印度 - GSLV MK Ⅲ - 4,000 kg

低溫火箭引擎
- 中国 - YF-73 （1987-2000）, YF-75 （1994至今）, YF-100 （2015至今）, YF-115 （2016至今）, YF-75D （2016至今）, YF-77 （2016至今）
- 日本 - LE-7,LE-7A
- 印度 - CE-7.5（2012至今）, CE-20（2017至今）

固體燃料火箭
- 印度 - S-200，推進時間130秒，Isp（真空）：274.5s, 推力（真空）:5,150 kN.
- 日本 - SRB-A, 推進時間100秒, Isp（真空）：280s, 推力（真空）：2,260 kN.
- 以色列 - 沙維特第一級, 推進時間82秒，Isp（真空）：280s, 推力（真空）：1650.2 kN.
- 中国 - 巨浪-1 （潜射弹道导弹）
- 中国 - 巨浪-2 （潜射弹道导弹）
- 中国 - 快舟运载火箭
- 中国 - 长征十一号运载火箭

可見光卫星影像 （依據最高解析度排序）
- 日本 - 2013 - Optical 5V - 0.4公尺[39]
- 以色列 - 2010 - Ofeq 9 - 0.5公尺[40]
- 中国 （民用） - 2015 - 高分九號 - 0.5公尺[41]
- 印度 - 2016 - Cartosat-2C - 0.6公尺[42]
- - 2012 - KOMPSAT-3 - 0.7公尺[43]
- 伊朗 - 2011 - Rasad-1 - 150公尺[44]

雷達卫星影像 （依據最高解析度排序）
- 中国 （民用） - 2015 - 遙感衛星二十九號 - 0.5公尺[45]
- 日本 - 2013 - Radar 4 - 小於1公尺[46]
- 以色列 - 2008 - TechSAR 1[47] - 1公尺[48]
- 印度 - 2012 - RISAT 1[49] - 1公尺[50][51]
- - 2013 - KOMPSat 5 - 1公尺[52]

通訊衛星
- 印度 - 2014 - GSAT-16 3,150公斤，48收發機，太陽能列陣6.8 kW.
- 中国 - 2011 - NIGCOMSAT 1R[53] 5,150公斤，28收發機，太陽能列陣10.5 kW.
- 日本 - 2011 - ST-2[54] 5,090公斤，51收發機[55]

貨運飛船（貨物裝載量）
- 日本 - 2009 - HTV （6,000公斤）
- 中国 - 2017 - 天舟 （6,500公斤）

太阳帆飛行器
- 日本 - 2010 - IKAROS

离子推力器飛船
- 日本 - 2003 - 隼鸟号[來源請求]
- 印度 - 2010 - GSAT-4[56] （發射失敗）
- 中国 - 2012 - 實踐九號[57]

| 國家 | 一箭多星                          | 外國衛星發射                     | 同步軌道發射                       | 可控再入      | 軌道太空會合  | 卫星导航系统 | 資訊中繼衛星   | 火星探测                          | 太阳系探测                | 空间望远镜              |
| ---- | --------------------------------- | -------------------------------- | ---------------------------------- | ------------- | ------------- | ------------ | -------------- | --------------------------------- | ------------------------- | ----------------------- |
| 中国 | 1981 （风暴一号） 3枚衛星         | 1990 長征二号捆 巴達爾A          | 1984 东方红二号 （長征三號）       | 1975 返回式-0 | 2011 天宫一号 | 2000 北斗    | 2008 天链一号  | 2021 天问一号/祝融号              | （計劃中） 太陽太空望遠鏡 | 2016 暗物质粒子探测卫星 |
| 印度 | 1999 （PSLV-C2） 3枚衛星          | 1999 PSLV-C2 Kitsat-3 DLR-Tubsat | 2001 GSAT （地球同步卫星运载火箭） | 2007 SRE-1    | 計畫中        | 2013 IRNSS   | 2002 Kalpana-1 | 2013 火星軌道探測器 （環繞衛星）  | 2017/18 （計劃中） Aditya | 2015 Astrosat           |
| 日本 | 1986 （H-I運載火箭 H15F） 3枚衛星 | 2002 H-IIA FedSat                | 1977 ETS-II （N-I）                | 1994 OREX     | 1997 ETS-VII  | 2010 QZSS    | 2002 Kodama    | 1998 希望號 （環繞衛星） （失敗） | 1975 太陽號               | 1979 白鳥號             |

## 運載火箭發射次數

### 2001年-2010年
|        | 2001 | 2002 | 2003 | 2004 | 2005 | 2006 | 2007 | 2008 | 2009 | 2010 | 總計 |
| ------ | ---- | ---- | ---- | ---- | ---- | ---- | ---- | ---- | ---- | ---- | ---- |
| 中国   | 1    | 5    | 7    | 8    | 5    | 6    | 9    | 11   | 6    | 15   | 73   |
| 日本   | 1    | 3    | 3    | -    | 2    | 6    | 2    | 1    | 3    | 2    | 23   |
| 印度   | 2    | 1    | 2    | 1    | 1    | 1    | 3    | 3    | 2    | 3    | 19   |
| 伊朗   | -    | -    | -    | -    | -    | -    | -    | 1    | 1    | -    | 2    |
| 以色列 | -    | 1    | -    | 1    | -    | -    | 1    | -    | -    | 1    | 4    |
|        | -    | -    | -    | -    | -    | -    | -    | -    | 1    | -    | 1    |
|        | -    | -    | -    | -    | -    | -    | -    | -    | 1    | 1    | 2    |
| 總計   | 4    | 10   | 12   | 10   | 8    | 13   | 15   | 16   | 14   | 22   |      |

### 2011年-2020年
|        | 2011 | 2012 | 2013 | 2014 | 2015 | 2016 | 2017 | 2018 | 2019 | 2020 | 总计 |
| ------ | ---- | ---- | ---- | ---- | ---- | ---- | ---- | ---- | ---- | ---- | ---- |
| 中国   | 19   | 19   | 15   | 16   | 19   | 22   | 18   | 39   | 34   | 39   | 240  |
| 印度   | 3    | 2    | 4    | 5    | 5    | 7    | 5    | 7    | 6    | 2    | 46   |
| 日本   | 3    | 2    | 3    | 4    | 4    | 4    | 7    | 6    | 2    | 4    | 39   |
| 伊朗   | 1    | 3    | 1    | -    | 1    | -    | 1    | -    | 3    | 2    | 12   |
| 以色列 | -    | -    | -    | 1    | -    | 1    | -    | -    | -    | 1    | 3    |
|        | -    | 2    | -    | -    | -    | 1    | -    | -    | -    | -    | 3    |
|        | -    | -    | 1    | -    | -    | -    | -    | -    | -    | -    | 1    |
| 總計   | 26   | 28   | 24   | 26   | 29   | 35   | 31   | 52   | 45   | 48   |      |

### 2021年-
|        | 2021 | 2022 | 总计 |
| ------ | ---- | ---- | ---- |
| 中国   | 56   | 64   | 120  |
| 印度   | 2    | 4    | 6    |
| 日本   | 3    | 1    | 4    |
| 伊朗   | 2    | 1    | 3    |
| 以色列 | -    | -    | -    |
|        | -    | -    | -    |
|        | 1    | 1    | 2    |
| 總計   | 64   | 71   | 135  |

## 亞洲航天機構
- 中国 – 国家航天局 (中华人民共和国航太)
- 印度 – 印度太空研究组织
- 伊朗 – 伊朗航天局
- 以色列 – 以色列航天局
- 阿联酋 –阿聯酋太空總署
- 日本 – 宇宙航空研究開發機構
- – 朝鮮國家宇宙開發局
- – 韩国航空宇宙研究院
- 中華民國 – 國家太空中心